# Эль-Кувейсима
Эль-Кувейсима (араб. القويسمة‎) — город на северо-западе Иордании, входит в состав мухафазы Амман и является юго-восточным пригородом её одноимённого центра.

## Географическое положение
Город находится в северо-западной части мухафазы, в непосредственной близи от столицы страны Аммана. Абсолютная высота — 984 метра над уровнем моря.

## Демография
По данным переписи 2004 года численность население составляла 135 500 человек.
Динамика численности населения города по годам:
| 1994   | 2004    | 2013    |
| ------ | ------- | ------- |
| 66 873 | 135 500 | 265 879 |